# 清洲車站
清洲車站（日语：／ Kiyosu eki */?）是由東海旅客鐵道（JR東海）與日本貨物鐵道（JR貨物）共同經營的鐵路車站，位於日本愛知縣稻澤市北市場町。本站是東海道本線的沿線車站，站內設有綠窗口。
今日的清洲車站並不是鄰近地區第一個使用此站名的車站。初代的清洲車站其實是今日隔鄰的枇杷島車站。站名「清洲」源自今日已改制為清須市的舊清洲町，這起因於本站其實就緊鄰在所在行政區稻澤市與隔鄰的清須市之行政區界線上。
本站雖仍列名JR貨物的經營車站之一，但目前與貨運相關的業務僅剩靠一般公路接駁運輸的車攜貨物（車扱貨物）服務，並沒有貨物列車的發著。本站在過去曾有多條專用線通過，最後一條通往電氣化學工業名古屋服務站（實際上是水泥分裝廠）的水泥輸送用專用線已於2002年時停用。

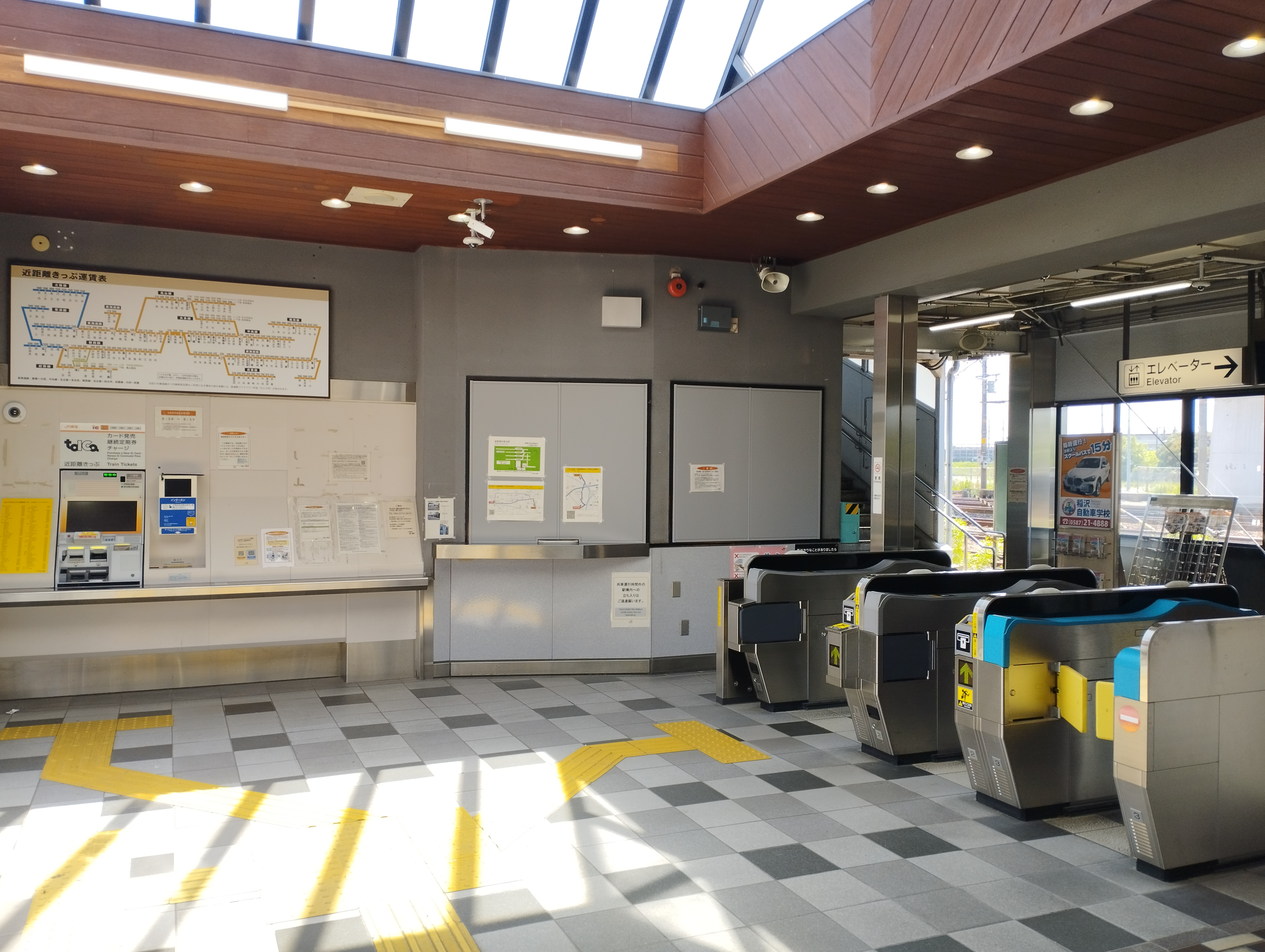
驗票口(2024年5月)

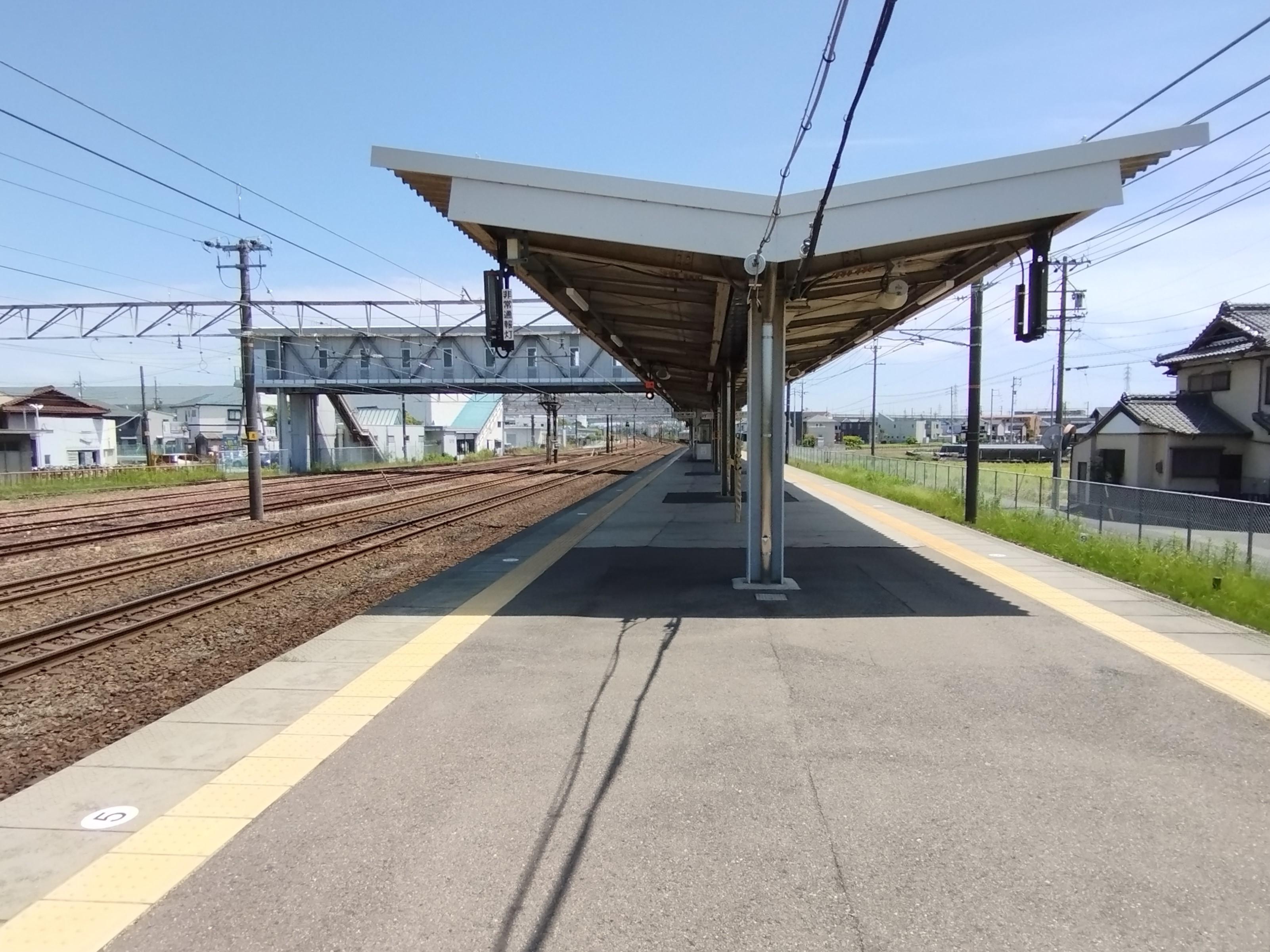
月台(2024年5月)

## 車站結構
本站為島式月台1面2線的地面車站。

### 月台配置
| 月台 | 路線       | 方向 | 目的地           |
| ---- | ---------- | ---- | ---------------- |
| 1    | 東海道本線 | 上行 | 名古屋、岡崎方向 |
| 2    | 東海道本線 | 下行 | 岐阜、大垣方向   |

## 相鄰車站
東海旅客鐵道
 東海道本線
■特別快速、■新快速、■快速、■區間快速
通過
■普通
枇杷島（CA69）－（五條川信號場）－清洲（CA70）－稻澤（CA71）

### 來源
1. 1 2  駅構内の案内表記。これらはJR東海公式サイトの各駅の時刻表 （页面存档备份，存于）で参照可能（駅掲示用時刻表のPDFが使われているため。2015年1月現在）。

## 外部連結
- 清洲 - 東海旅客鐵道